# Tomas Andersson Wij

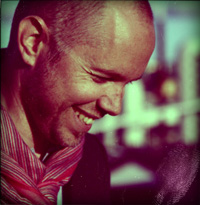
Tomas Andersson Wij

Tomas Andersson Wij (* 6. Februar 1972 in Stockholm) ist ein schwedischer Sänger und Liedschreiber, er ist zeitweise auch als Journalist tätig. Er ist in den südlichen Vororten Stockholms Fruängen und Sköndal aufgewachsen. Unter Fans wird des Öfteren nur noch von TAW gesprochen.

## Leben

### Journalist und Redakteur
Zunächst war Tomas Andersson Wij 1990–1997 als Autor beim Svenska Dagbladet, Pop und Nöjesguiden tätig. Mitte der 1990er war er Redakteur beim legendären TV-Programm Knesset auf ZTV. Er war Sprecher beim schwedischen Radiosender Sveriges Radio im Jahr 2000. Des Weiteren war Andersson Wij Redakteur zweier Anthologien, Solidaritet (Cordia 1998) und Boken om Recovery (Libris, 2002). Er war Initiator und Redakteur, gemeinsam mit Sven-Gösta Holst, der Zeitschrift Von Oben, die zwischen 2002 und 2003 drei Ausgaben umfasste.

### Musik
Der Produzent Lars Halapi entdeckte Andersson Wij durch eine einfache Demokassette 1995 und produzierte seine zwei ersten Alben. Seit dem Durchbruch mit dem Album Ett slag för dig hatte Andersson Wij regelmäßig Tourneen, des Öfteren allein nur mit seiner Gitarre. Langsam baute sich ein immer größeres und hingebungsvolleres Publikum auf. Er hat sich zu einem Szenekünstler mit flinkem Gitarrenspiel, mit langen erzählenden und lustigen Zwischengesprächen und der Fähigkeit eine verdichtete Stimmung zu schaffen, entwickelt. Er war bereits vier Mal für einen Grammis nominiert. Während seiner Karriere war er ebenso als Liedschreiber und Übersetzer anderer Künstler wie Freddie Wadling, Totta Näslund und dem Bo Kaspers Orkester tätig. 2007 präsentierte sich TAW zum ersten Mal einem größeren Publikum, als er das Melodifestivalen-Finale im Globen mit seiner leisen, ruhigen Version von Carola Häggkvists Evighet einleitete. Im selben Jahr bekam er von der Zeitung Café den großen Modepreis in der Kategorie „Bestgekleideter Künstler des Jahres“.
Kleine Auswahl an Liedern: Blues från Sverige, Tommy och hans mamma, Blåa berg, Du skulle tagit det helt fel, Sanningen om dig, Där får jag andas ut (avsked till en svensk predikant), Landet vi föddes i, Gör nånting vackert, Vi är värda så mycket mer, De gröna vagnarna, En hel värld inom mig, Hälsingland, Jag har simmat långt ut från land, So long.

## Diskografie

### Alben
| Jahr | Titel                                    | Höchstplatzierung, Gesamtwochen, AuszeichnungChartsChartplatzierungen (Jahr, Titel, Platzierungen, Wochen, Auszeichnungen, Anmerkungen) | Anmerkungen |
| Jahr | Titel                                    | SE | Anmerkungen |
| ---- | ---------------------------------------- | --- | ----------- |
| 2002 | Vi är värda så mycket mer                | SE12 (3 Wo.)SE |             |
| 2004 | Stjärnorna i oss                         | SE5 (6 Wo.)SE |             |
| 2005 | Tomas Andersson Wij                      | SE13 (3 Wo.)SE |             |
| 2007 | En introduktion till Tomas Andersson Wij | SE13 (12 Wo.)SE |             |
| 2008 | En sommar på speed                       | SE3 (7 Wo.)SE |             |
| 2010 | Spår                                     | SE4 (4 Wo.)SE |             |
| 2012 | Romantiken                               | SE6 (4 Wo.)SE |             |
| 2014 | Mörkrets hastighet                       | SE11 (3 Wo.)SE |             |
| 2017 | Så mycket bättre säsong 8 – Tolkningarna | SE30 (6 Wo.)SE |             |
| 2018 | Avsändare okänd                          | SE2 (3 Wo.)SE |             |
| 2019 | Splitter, Vol. 1                         | SE23 (1 Wo.)SE |             |
| 2020 | Högre än händerna når                    | SE11 (1 Wo.)SE |             |

Weitere Alben
- 1998: Ebeneser
- 2000: Ett slag för dig
- 2005: Live på Rival

### EPs
| Jahr | Titel Album           | Höchstplatzierung, Gesamtwochen, AuszeichnungChartsChartplatzierungen (Jahr, Titel, Album, Platzierungen, Wochen, Auszeichnungen, Anmerkungen) | Anmerkungen |
| Jahr | Titel Album           | SE | Anmerkungen |
| ---- | --------------------- | --- | ----------- |
| 2006 | En hel värld inom mig | SE26 (1 Wo.)SE |             |

Weitere EPs
- 2000: Landet vi föddes i

### Singles
| Jahr | Titel Album                                                      | Höchstplatzierung, Gesamtwochen, AuszeichnungChartsChartplatzierungen (Jahr, Titel, Album, Platzierungen, Wochen, Auszeichnungen, Anmerkungen) | Anmerkungen |
| Jahr | Titel Album                                                      | SE | Anmerkungen |
| ---- | ---------------------------------------------------------------- | --- | ----------- |
| 2003 | Blues från Sverige                                               | SE19 (6 Wo.)SE |             |
| 2017 | Den dag jag vinner allt Så mycket bättre säsong 8 – Tolkningarna | SE63 (2 Wo.)SE |             |

Weitere Singles
- 1997: Varelser i vattnet
- 1998: Tusen sätt att försvinna
- 1998: Väljer dig
- 2000: Du skulle tagit det helt fel
- 2000: Gör nånting vackert
- 2000: Hej då
- 2001: Ett slag för dig
- 2002: Jag börjar minnas mig
- 2002: Slå
- 2002: Vissa dagar
- 2004: Tommy och hans mamma
- 2004: Sången om dig och mig
- 2005: Oroshjärta
- 2007: Hälsingland
- 2007: Evighet
- 2008: Jag har simmat långt ut från land
- 2008: Sena tåg
- 2008: När ditt tåg kommer
- 2009: Det ligger i luften
- 2010: Allt är bättre än ingenting
- 2011: Jag är på väg till dig